# Gąsocin (gromada)
Gąsocin – dawna gromada, czyli najmniejsza jednostka podziału terytorialnego Polskiej Rzeczypospolitej Ludowej w latach 1954–1972.
Gromady, z gromadzkimi radami narodowymi (GRN) jako organami władzy najniższego stopnia na wsi, funkcjonowały od reformy reorganizującej administrację wiejską przeprowadzonej jesienią 1954 do momentu ich zniesienia z dniem 1 stycznia 1973, tym samym wypierając organizację gminną w latach 1954–1972.
Gromadę Gąsocin z siedzibą GRN w Gąsocinie utworzono – jako jedną z 8759 gromad na obszarze Polski – w powiecie ciechanowskim w woj. warszawskim, na mocy uchwały nr VI/10/1/54 WRN w Warszawie z dnia 5 października 1954. W skład jednostki weszły obszary dotychczasowych gromad Gąsocin, Komory Dąbrowne, Koźniewo Łysaki(), Łopacin, Soboklęszcz() i Spondoszyn ze zniesionej gminy Sońsk w powiecie ciechanowskim oraz obszary dotychczasowych gromad Cichawy i Kałęczyn ze zniesionej gminy Gołębie w powiecie pułtuskim (woj. warszawskie). Dla gromady ustalono 22 członków gromadzkiej rady narodowej.
31 grudnia 1959 do gromady Gąsocin przyłączono obszary zniesionych gromad Koźniewo Wielkie i Bądkowo (bez wsi Brodzieńcin i Sarnowa Góra oraz kolonii Brodzieńcin Towarzystwo, Kosmy-Pruszki i Kosmy Wielkie) w tymże powiecie.
Gromada przetrwała do końca 1972 roku, czyli do kolejnej reformy gminnej.